# Idioma nyawaygi
El idioma nyawaygi, también llamado Nyawaygi, Nywaigi, o Nawagi, es una lengua muerta de las lenguas aborígenes australianas hablada por el pueblo nyawaygi en el Norte de Queensland, en la costa este de Australia. La región lingüística de Nyawaygi incluye el paisaje dentro del Consejo Regional de Hinchinbrook, Halifax Bay y Rollingstone.
Nyawaygi had the smallest number of consonants, 12, of any Australian language. It had 7 conjugations, 3 open and 4 closed, the latter including monosyllabic roots, and, in this regard, conserved a feature of proto-Pama–Nyungan lost from contiguous languages.

## Vocabulario
Algunas palabras del idioma nyawaygi, tal como las escriben y escriben los autores nyawaygi, incluyen:
- Alu: cabeza
- Angal: boomerang
- Balgan: piedra
- Buramu: mariposa
- Gabagan: tía
- Touca tula: buen día
- Wadi: risa
- Yunggul: uno